# Tomachipán
Tomachipán es un centro poblado ubicado en el departamento colombiano de Guaviare, bajo jurisdicción del municipio de San José de Guaviare. Se encuentra ubicada a orillas del río Inírida. A 160 kilómetros de la cabecera municipal. Es conocido en la región por su hermoso Raudal de Tomachipán y entrada al Reserva nacional natural Nukak.

## Vías de comunicación
- Aérea: Una gigantesca laja natural sirve de pista de aterrizaje a los vuelos de 30 minutos que conducen desde San José del Guaviare

- Fluvial: Otra forma de llegar es a través del Río Inírida en canoa, en un recorrido de más de 8 horas desde el municipio del El Retorno.[1]

## Historia
En su territorio fue parte de la Operación Emmanuel, para la liberación de la excandidata vicepresidencial Clara Rojas y Consuelo González de Perdomo en manos de las extintas FARC-EP.